# 学研電子ストア
『学研電子ストア』（がっけんでんしストア）は、学研ホールディングスの学研パブリッシングが運営する電子書籍販売チャネルである。iOS（iPhone、iPad、iPod touch用）の無償アプリケーションソフトとして提供され、アプリケーション内で電子書籍（有料タイトル）を購入・閲覧することができる。
Android・Windows Phone OS向けには提供されていない。